# Presidente Prudente (tiểu vùng)
Presidente Prudente là một tiểu vùng thuộc bang São Paulo, Brasil. Tiều vùng này có diện tích 17549 km², dân số năm 2007 là 544051 người.